# Express (motorfiets)

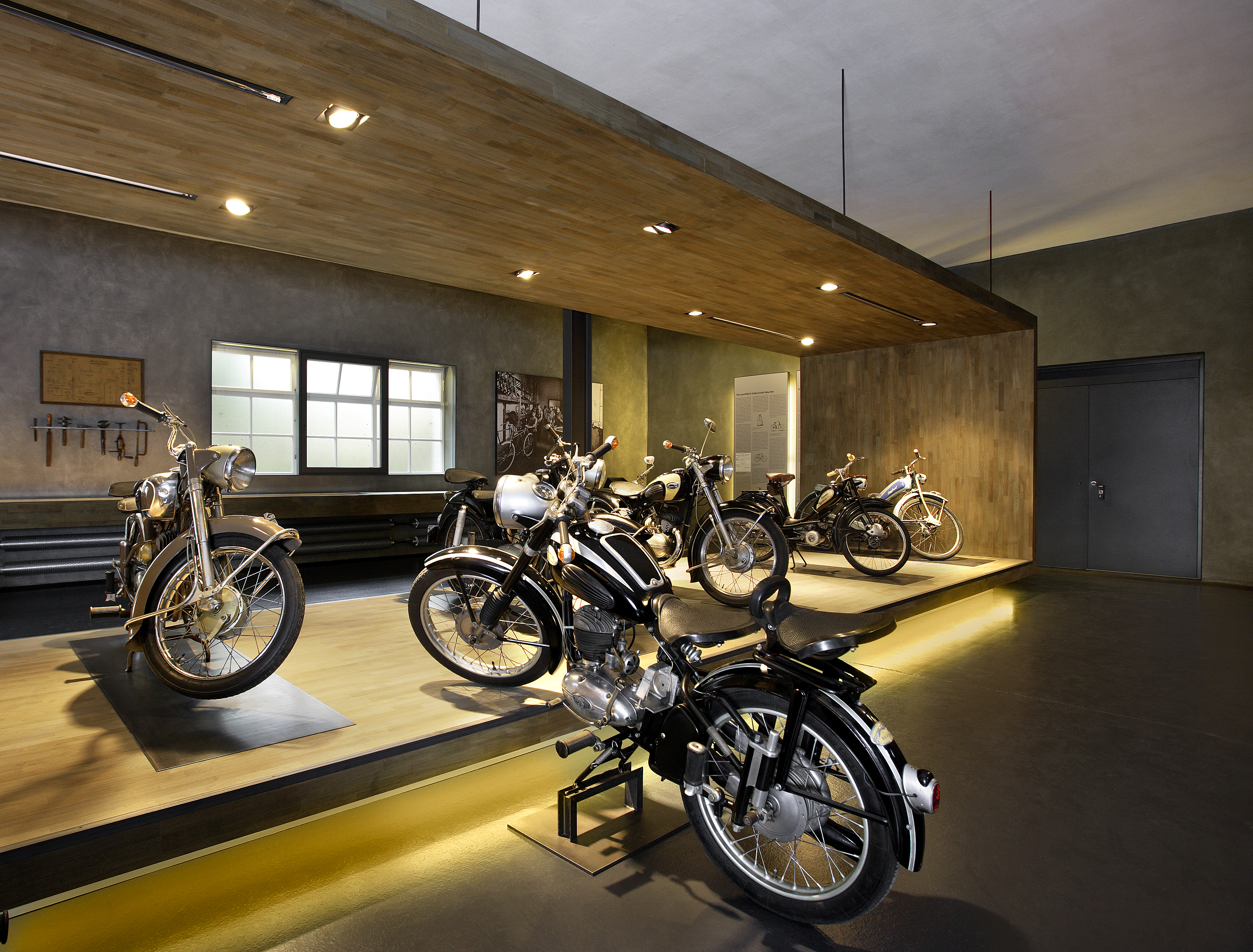
Tentoonstelling van Express motorfietsen

Express is een historisch Duits motorfietsmerk.
Express-Werke AG, Neumarkt (1903-1914 en 1932-1959) was een Duits motorfietsmerk dat aanvankelijk Fafnir-blokken inbouwde. Vóór 1914 werd de motorfietsproductie gestaakt, maar in 1932 kwamen er gemotoriseerde fietsen met 75- en 98 cc Sachs-motortjes.
In 1949 werden er weer wat zwaardere modellen gebouwd met Sachs- en ILO-tweetaktblokken tot 248 cc. Vanaf 1951 heetten de Express-motorfietsen Radex.
Express overleefde de motorfietscrisis niet en werd in 1957 overgenomen door de Zweirad Union. In 1968 werd het laatste model met Express-logo daar geproduceerd.